# يزيد بن أبي حكيم
يزيد بن أبي حكيم بن يزيد بن مليك الكناني العدني من رواة الحديث وهو صدوق حسن الحديث، توفي سنة عشرين ومائتين.

## روايته للحديث النبوي
- عن: سفيان الثوري، والحكم بن أبان، وزمعة بن صالح، ومالك بن أنس.

- وعنه: إسحاق بن راهويه، وعبد بن حميد، وأحمد بن منصور الرمادي، والكديمي، وآخرون.[2]
- الجرح والتعديل: قال أبو حاتم الرازي: صالح الحديث. قال أبو حاتم بن حبان البستي: مستقيم الحديث. قال أبو دواد السجستاني: لا بأس به. قال أحمد بن حنبل: كتبت عنه. قال ابن حجر العسقلاني: صدوق. قال الذهبي: صدوق. قال يحيى بن معين: زعموا أنه ليس به بأس، يقوونه.[1]